# 水中カメラ

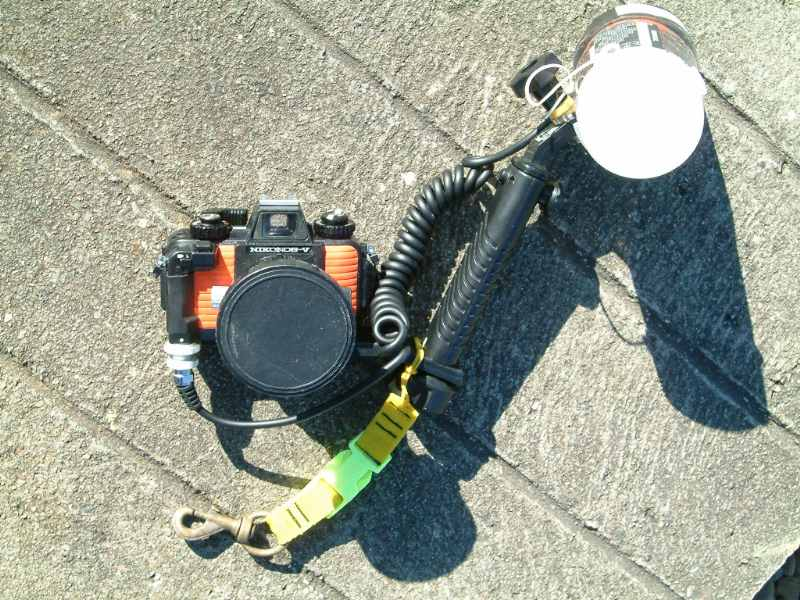
ニコノスV

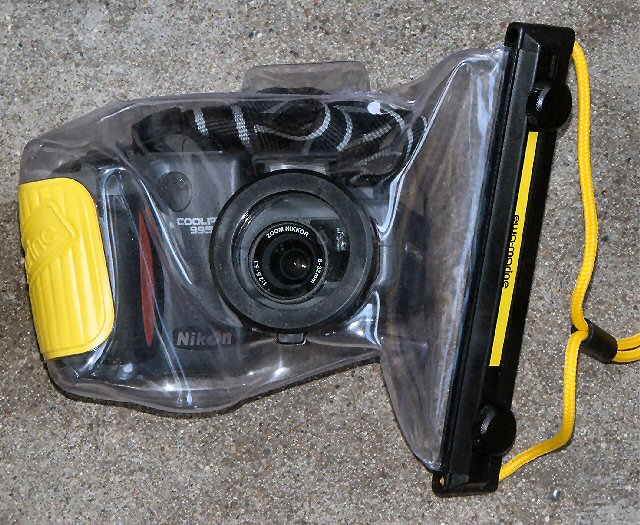
COOLPIX 995

水中カメラ（すいちゅうカメラ）とは、水中で使用できるカメラの総称。

## 解説
水中で使用するために作られたカメラ。カメラ自体が本格的な防水機能を持っている。日本光学工業/ニコンのニコノスが代表的で、水深50メートルまで対応する。しかし当該機種は135フィルムを使用するため、最大36枚を撮り切るたびに浮上してフィルムを交換する必要がある。
通常のカメラをウォータープルーフケースと呼ばれる防水ケースに入れたものも便宜上、水中カメラと呼ぶ。ケースの材質は強化プラスチック、厚手のビニールなど。陸上で使用する通常のカメラが使用できるため高性能、高機能のカメラも使用できる。原則としてカメラの機種に合った専用のケースが必要なため、注意深くカメラを選ぶ必要がある。専用ケースであるため主要な操作はケース外部から可能である。デジタルカメラ、35mm一眼レフカメラ、ビデオカメラなどに対応したケースが発売されている。また機種に依存しない汎用のものもあるが、専用のものと比べると使い勝手が良いとは言い難い。
最近のスマホには防水機能付きもあるが、それらは防水カメラであり、水中で撮影することは想定されていない。